# Bitter Lake (Washington)
Der Bitter Lake ist ein kleiner See im Nordwesten von Seattle im US-Bundesstaat Washington.
Der See hat eine Fläche von 18,4 Acres (7,4 ha), eine mittlere Tiefe von 16 ft (5 m) und eine maximale Tiefe von 31 ft (9 m). Bis 1913 gab es am südwestlichen Ufer ein Sägewerk. Tanninsäuren aus dem Holz gelangten in den See und verliehen dem Wasser einen bitteren Geschmack und so dem See selbst seinen Namen.  Die Duwamish nannten den See „Himbeeren am Ufer“ (Lushootseed: cHálqWadee), was sich auf das Vorkommen der Oregon-Himbeeren an den Ufern bezog.
Es handelt sich um einen Gletschersee, dessen Becken vor etwa 15.000 Jahren vom Puget-Lappen des Kordilleren-Eisschildes geschaffen wurde, der auch den Lake Washington, den Lake Union, den Green Lake und den Haller Lake hinterließ.
Die Überlandstraßenbahn von Seattle nach Everett erreichte den See 1906, und das heutige Stadtviertel Bitter Lake wurde von Seattle 1954 annektiert.
Der See liegt zwischen Greenwood Avenue North im Westen, Linden Avenue North im Osten, North 137th Street im Norden und North 130th Street im Süden. Der Bitter Lake entwässert durch einen verrohrten Abfluss an seinem Südostufer schließlich in den Lake Union.